# Johann Reichhart
Johann Reichhart (Wörth an der Donau, 29 aprile 1893 – Dorfen, 26 aprile 1972) è stato un boia tedesco della Germania nazista, noto per il suo macabro record di 3.165 esecuzioni.

## Biografia
Nonostante l'enorme mole di lavoro cui era chiamato dalla politica di repressione del Terzo Reich, il boia Johann Reichhart fu sempre particolarmente attento al suo protocollo lavorativo. Si presentava ad ogni esecuzione con l'abito tradizionale del carnefice germanico: cappotto nero, camicia bianca, guanti bianchi, farfallino nero e cilindro nero. Fu lui ad eseguire la condanna a morte per decapitazione degli attivisti della Rosa Bianca, Hans e Sophie Scholl, il 22 febbraio 1943.